# 加来河
加来河，位于中华人民共和国海南省临高县境内，是文澜河右岸支流。发源于南部的白石岭，向北流经加来镇，至临城镇美梅村汇入文澜河。全长34.5公里，流域面积152.5平方公里。